# The Secret of the Swamp
The Secret of the Swamp es una película muda estadounidense de género dramático de 1916 y dirigida por Lynn Reynolds. Protagonizada por George Hernandez, Myrtle Gonzalez, Fred Church, Frank MacQuarrie, Val Paul y Countess Du Cello. Fue estrenada el 31 de julio de 1916, por Bluebird Photoplays, Inc..

## Reparto
- George Hernandez como Major Burke
- Myrtle Gonzalez como Emily Burke
- Fred Church como Allan Waite
- Frank MacQuarrie como Deacon Todd
- Val Paul como Chet Wells
- Countess Du Cello como madre
- Lule Warrenton como la ama de llaves de Deacon
- Jack Curtis como el Sheriff